# L'Homme sans mémoire
Pour plus de détails, voir Fiche technique et Distribution.
L'Homme sans mémoire (L'uomo senza memoria) est un film italien réalisé par Duccio Tessari, sorti en 1974.

## Synopsis
Edward, à la suite d'un accident, a perdu la mémoire. Amnésique, il retourne en Italie retrouver son épouse, Sara, mais il découvre qu'elle a refait sa vie sans lui car elle a cru qu'il était mort. Il lui parle d'un télégramme qu'elle lui a envoyé mais elle nie en être la commanditaire. Elle est désormais professeure de natation, s'occupe d'un petit garçon qu'elle a pris en affection et elle a un amant. Peu de temps après son arrivée, le chien de sa femme est retrouvé égorgé et Sara est renversée par une voiture. Un inconnu, George, lui rend visite et lui affirme que son mari est un trafiquant de drogues qui a volé une importante somme d'argent avant son accident. Si Edward ne la rend pas, il la tuera.
Edward retrouve peu à peu la mémoire quand son passé obscur, lié à des affaires de drogue et de meurtres sordides, le rattrape.

## Fiche technique
- Titre original : L'uomo senza memoria
- Titre français : L'Homme sans mémoire
- Titre alternatif : La Trancheuse infernale
- Réalisation : Duccio Tessari
- Scénario : Ernesto Gastaldi
- Montage : Mario Morra
- Musique : Gianni Ferrio
- Photographie : Giulio Albonico
- Production : Luciano Martino
- Costumes : Danda Ortona
- Société de production : Dania Film
- Société de distribution : Titanus
- Pays d'origine : Italie
- Format : Couleurs - 1,85:1 - Mono - 35 mm
- Genre : thriller
- Durée : 92 minutes
- Dates de sortie : 
  -  Italie : 23 août 1974
  -  France : 15 mars 1978

## Distribution
- Senta Berger : Sara Grimaldi
- Luc Merenda : Edward
- Umberto Orsini : Daniel
- Anita Strindberg : Mary Caine
- Bruno Corazzari : George
- Rosario Borelli (it) : le policier
- Manfred Freyberger : Philip
- Tom Felleghy : le docteur Archibald T. Wildgate
- Duilio Cruciani (it) : Luca